# ستايسي فوكس
ستايسي فوكس (بالإنجليزية: Stacey Fox)‏ هي فنانة إيقاعية وملحنة أمريكية، ولدت في 21 يونيو 1965 في إثاكا في الولايات المتحدة.